# 洛克埃吉内尔
洛克埃吉内尔（法語：Loc-Eguiner，法語發音：[lɔk eɡinɛʁ]）是法国菲尼斯泰尔省的一个市镇，属于布雷斯特区。

## 地理
洛克埃吉内尔（48°28'23"N, 4°5'40"W）面积11.9 平方千米，位于法国布列塔尼大區菲尼斯泰尔省，该省份为法国最西部的省份，位于布列塔尼半岛西部，北西南三面环大西洋，东临阿摩尔滨海省和莫尔比昂省。
与洛克埃吉内尔接壤的市镇（或旧市镇、城区）包括：博迪利斯、朗波勒吉米利欧、朗迪维肖、洛克梅拉尔、普卢迪里。

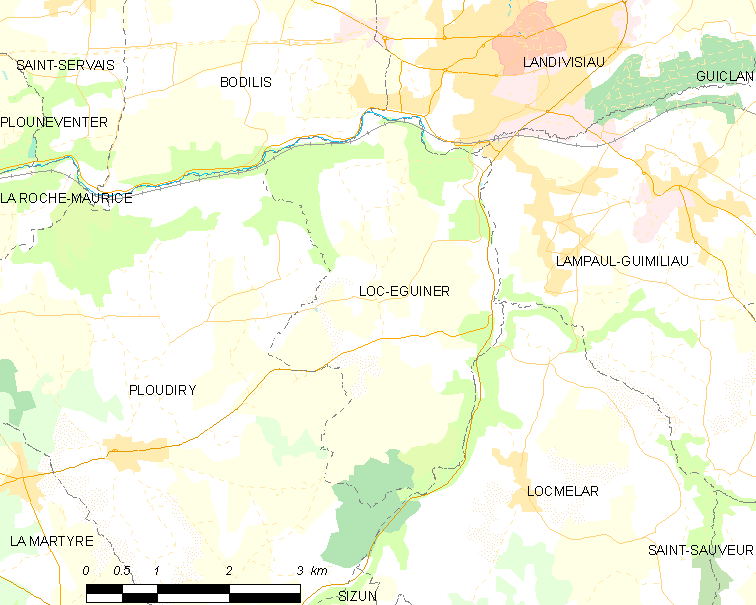
洛克埃吉内尔的OSM定位图

洛克埃吉内尔的时区为UTC+01:00、UTC+02:00（夏令时）。

## 行政
洛克埃吉内尔的邮政编码为29400，INSEE市镇编码为29128。

## 政治
洛克埃吉内尔所属的省级选区为朗迪维肖县。

## 人口

1962-2008年间洛克埃吉内尔人口变化图示

洛克埃吉内尔于2022年1月1日时的人口数量为378人。